# 滨海圣洛朗
滨海圣洛朗（法語：Saint-Laurent-sur-Mer，法語發音：[sɛ̃ loʁɑ̃ syʁ mɛʁ] ⓘ）是法国诺曼底大区卡尔瓦多斯省的一个市镇，位于该省西北部，属于巴约区。

## 地理
滨海圣洛朗（49°21'31"N, 0°52'39"W）面积3.9 平方千米，位于法国诺曼底大区卡爾瓦多斯省，该省份为法国西北部沿海省份，北濒大西洋英吉利海峡，东北与滨海塞纳省以海上边界相接，东临厄尔省，南至奧恩省，西与芒什省接壤。
与滨海圣洛朗接壤的市镇（或旧市镇、城区）包括：滨海科勒维尔、滨海维耶维尔、福尔米尼拉巴塔耶。
滨海圣洛朗的时区为UTC+01:00、UTC+02:00（夏令时）。

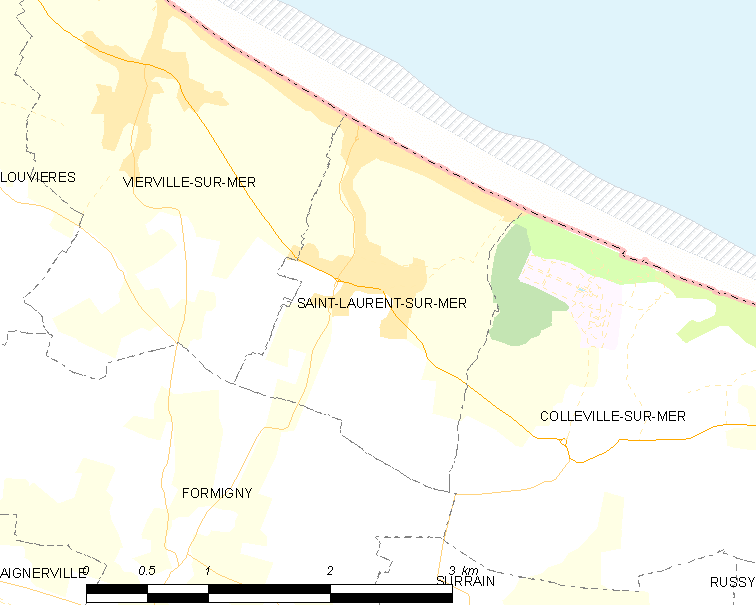
滨海圣洛朗的OSM定位图

## 行政
滨海圣洛朗的邮政编码为14710，INSEE市镇编码为14605。

## 政治
滨海圣洛朗所属的省级选区为特雷维耶尔县。

## 人口

1962-2008年间滨海圣洛朗人口变化图示

滨海圣洛朗于2022年1月1日时的人口数量为262人。